# Combat de nègres pendant la nuit
Combat de nègres pendant la nuit est une œuvre monochrome de l'écrivain Paul Bilhaud (1854-1933) présentée pour la première fois au public le 1er octobre 1882 dans le cadre de l'exposition des Arts incohérents.
Selon certains critiques, elle serait le premier monochrome de l'histoire de l'art.

## Historique
Le 1er octobre 1882, l'éditeur Jules Lévy organise la première exposition officielle des Arts incohérents à son domicile, situé au 4 rue Antoine-Dubois à Paris. Pour l'occasion et en guise de catalogue, un supplément est publié dans le journal Le Chat noir, comptant 159 numéros. L'exposition, qui ne dure que quatre heures, est un grand succès critique et marquera durablement l'histoire de l'art. Dans cette manifestation est présenté, sous le n°15, un tableau monochrome entièrement noir exécuté par le vaudevilliste Paul Bilhaud, qui constitue probablement le premier du genre à avoir été exposé au cours d'un évènement public officiel. On perd la trace de l'œuvre dès la fin de l'exposition.

## Découverte
En 2017-2018, le galeriste et expert Johann Naldi retrouve et identifie dans une collection particulière dix-sept œuvres inédites exposées aux Arts incohérents, parmi lesquelles le Combat de nègres pendant la nuit,. Les œuvres sont classées Trésor national le 7 mai 2021 par le ministère de la Culture.

## Description technique
Exposé quelques heures seulement dans un réduit de dix mètres carrés ayant accueilli deux mille visiteurs, le Combat de nègres pendant la nuit a tantôt été décrit comme un tableau noir, une feuille noire, un tissu noir, ou encore une « tache noire » (terme générique pouvant renvoyer à une infinité de supports différents). Cette multitude de descriptions s'explique probablement par le fait que l'œuvre n'a été exposée que quelques heures dans des conditions de visibilité peu propices à l'analyse précise de ses constituants techniques, ainsi que par la distorsion des faits propre à la transmission orale. 
La découverte de l'œuvre permet aujourd'hui de préciser sa véritable nature technique. En l'espèce, il s'agit d'un tableau constitué d'une toile enduite de peinture noire, tendue sur un châssis et mesurant avec sa baguette d'encadrement d'origine 43,5 x 49 cm. L'œuvre et les étiquettes d'exposition présentes en son revers ont fait l'objet d'analyses scientifiques ne révélant aucun élément d'ordre chimique ou structurel suspect.

## Débat
La découverte du tableau a été débattue par un certain nombre d'historiens de l'art. Le 15 avril 2022, le quotidien Libération publie une enquête faisant état de ces questionnements, restés sans conclusion définitive. À la suite de cet article, Johann Naldi obtient un droit de réponse dans lequel il argue du classement des œuvres inédites des Arts incohérents — dont le Combat de nègres pendant la nuit — au titre de Trésor national par le ministère de la Culture après « un très long processus de vérification qui voit se succéder pas moins d'une quinzaine de conservateurs du musée d'Orsay, l'ensemble des membres de la commission consultative des trésors nationaux, deux conservateurs mandatés par Orsay pour établir des rapports détaillés, ainsi qu'une ingénieure du Centre de Recherche et de Restauration des Musées de France (C2RMF) ».
La découverte du tableau est signalée dans le catalogue de l'exposition Ha Ha Ha organisée à L'ING Art Center de Bruxelles en collaboration avec le Centre Pompidou, qui mentionne que les catalogues datant de l'époque du mouvement étaient « longtemps restés les seuls outils permettant de connaître le contenu de ces expositions jusqu'à la redécouverte en 2018 de dix-sept œuvres des Arts incohérents dont le monochrome noir de Paul Bilhaud, Combat de nègres dans un tunnel [sic] (1882), qui aurait peut-être inspiré Kasimir Malevitch pour son Carré noir, ainsi que le rideau de fiacre vert moiré suspendu à un cylindre en bois, Des souteneurs encore dans la force de l'âge et le ventre dans l'herbe boivent de l'absinthe d'Alphonse Allais qui n'est pas sans évoquer la pratique du ready-made de Duchamp  ». En décembre 2021, le Bulletin de la Société d'Histoire et d'Archéologie des IXe et XVIIIe arrondissements de Paris se fait l'écho de la découverte de Johann Naldi. 
Dans un article paru en octobre 2022 dans la revue Critique, le professeur Daniel Grojnowski note que Johann Naldi a fourni par ses travaux de recherche à l'essayiste Michel Onfray un dossier documentaire de qualité. Thuriféraire de la « découverte historique » de Johann Naldi, qui lui permettrait d'étayer son entreprise de « déboulonnage » des principales figures de l'avant-garde artistique du XXe siècle, Michel Onfray, une semaine après la publication de l'enquête de Libération, considère comme « négationnistes » les chercheurs qui « sèment le doute » en dépit de l'absence d'un faisceau de preuves[réf. incomplète]. 
En novembre 2023, l'historien et artiste plasticien Arnaud Labelle-Rojoux publie un long extrait d'un entretien réalisé avec le professeur Denys Riout, spécialiste de la peinture monochrome, initialement paru dans la revue Switch on paper, dans lequel Riout explique : « Voir les objets, ça change complètement les choses, parce que l'imaginaire que l'on s'était forgé naît de ces descriptions, mais aussi d'un état d'esprit : on se disait, ce sont des amusettes, c'est drôle, c'est sans doute fait à la va-comme-je-te-pousse, sur un coin de table. Quand j'ai découvert les œuvres, j'ai compris que ce n'était pas ça du tout ! Voir, de ses yeux voir, change la compréhension. Considérablement. […] À voir ces objets, les regardeurs se recalent. Ils avaient un imaginaire de ces objets mais les objets ne correspondent pas à cet imaginaire. Il leur faut désormais s'adapter à cette réalité nouvelle. »
Dans une récente publication Andréi Nakov, éminent spécialiste de l'œuvre de Kazimir Malevitch et des Avant-gardes russes, soutient que les oeuvres des Arts incohérents exposées par Johann Naldi sont « parfaitement authentiques et intéressantes ».
Dans son ouvrage La tradition fumiste, De la marge au centre, publié en 2023, le professeur Grojnowski reproduit le monochrome de Paul Bilhaud et souligne la qualité plastique des oeuvres redécouvertes et classées Trésor national, qu'il 
estime « dignes d'être appréciées différemment ».

## Précurseur de Malevitch
Dans son ouvrage, Johann Naldi explore l'hypothèse selon laquelle le peintre suprématiste russe Kasimir Malevitch aurait connu Combat de nègres pendant la nuit, le monochrome de Paul Bilhaud ayant pu constituer l'une des sources probables du Carré noir sur fond blanc. Récemment, l'historien Andrew Spira, diplômé du Courtauld Institute et ancien conservateur au Victoria and Albert Museum de Londres, a également soutenu cette hypothèse en reproduisant dans un essai le tableau de Paul Bilhaud.

## Expositions
Après avoir été présenté à l'Olympia le 19 avril 2022 en commémoration historique de la dernière exposition des Arts incohérents ayant eu lieu dans la salle de spectacle en 1893, le monochrome de Paul Bilhaud est présenté en avant-première publique mondiale dans l'exposition "Henri de Toulouse-Lautrec, Parigi 1881-1901" au sein du Palazzo Roverella de Rovigo, en Italie, au mois de février 2024,,.